# Abel (Alabama)
Abel é uma comunidade não incorporada no condado de Cleburne, no estado norte-americano do Alabama. A vila foi batizada em homenagem ao personagem bíblico Abel, o segundo filho de Adão e Eva.